# Vale de Torno
Vale de Torno is een plaats (freguesia) in de Portugese gemeente Vila Flor en telt 309 inwoners (2001).